# Joseph Yakété
Joseph Yakété, né le 14 novembre 1960 à Sibut (préfecture de la Kémo), est un homme politique centrafricain.

## Biographie
N'ayant pas réussi à devenir professeur d'éducation physique et sportive en Centrafrique, il rejoint l'Europe en 1989, pour poursuivre ses études en Allemagne puis en France où il obtient un doctorat en sciences politiques. 
Il est engagé au Parti socialiste français depuis 1997. Il est assistant parlementaire et cadre fédéral de ce parti et élu municipal dans le 13eme arrondissement de Paris de 2001 à 2014. En 2005, il écrit le livre Socialisme sans discriminations préfacé par François Hollande et qui fait sensation au sein du Parti socialiste. Nommé délégué national du PS par François Hollande en 2005, il s'occupe des questions de coopération et des relations avec les associations. 
En 2015, candidat du FORAC, Forum pour le Rassemblement Centrafricain, et investit par 16 partis politiques centrafricains il est présenté comme le candidat de l'Union de la Gauche centrafricaine présidentielle (UGCP) lors de l'élection présidentielle de 2015-2016. Classé en 23e position, il soutient Faustin-Archange Touadéra au second tour.
Le 11 avril 2016, il est nommé ministre de la Défense nationale du gouvernement Sarandji I, il le reste jusqu'au 12 septembre 2017 et est remplacé par Marie-Noëlle Koyara.